# Isaea elmhirsti
Isaea elmhirsti är en kräftdjursart som beskrevs av Patience 1909. Isaea elmhirsti ingår i släktet Isaea och familjen Isaeidae. Inga underarter finns listade i Catalogue of Life.